# فابيان كانسيلاريتش
فابيان أوسكار كانسيلاريتش (بالإسبانية: Fabián Cancelarich) (30 ديسمبر 1965 - 14 مايو 2024)، هو لاعب كرة القدم أرجنتيني دولي سابق كان يلعب كحارس مرمى. اعتزل اللعب عام 2004 مع سنترال كوردوبا. سبق له أن لعب في كأس العالم لكرة القدم مع منتخب بلاده. بدأ مسيرته الرياضية عام 1986 مع فيرو كاريل أويستي.

## المسيرة الاحترافية

### أندية لعب لها
- فيرو كاريل أويستي
- بيلغرانو
- نيولز أولد بويز
- ديبورتيفو لوس ميلوناريوس
- هوراكان

## روابط خارجية
- فابيان كانسيلاريتش على موقع الاتحاد الدولي (مؤرشف)  (الإنجليزية)
- فابيان كانسيلاريتش على موقع قاعدة بيانات كرة القدم.إي يو (الإنجليزية)
- فابيان كانسيلاريتش على موقع عالم كرة القدم.نت (الإنجليزية)
- فابيان كانسيلاريتش على موقع أوليمبيديا (الإنجليزية)